# Osimotraktaten
Osimotraktaten (italiensk: Trattato di Osimo, kroatisk: Osimski sporazum, slovensk: Osimski sporazumi) er en traktat som blev underskrevet 10. november 1975 af Jugoslavien og Italien i Osimo i Ancona. Denne fastslog den endelige deling af Fristaten Trieste. Traktaten er skrevet på fransk og trådte i kraft 11. oktober 1977.
Traktaten bygger på en gensidig forståelse som blev indgået i London i 1954, som gav en midlertidig civil administration over zone A og zone B, henholdsvis til Italien og Jugoslavien. Osimotraktaten er en formalisering af denne midlertidige aftale. Zone A, som inkluderer byen Trieste, blev til den italienske provins Trieste, men Jugoslavien blev garanteret fri adgang til havnen i Trieste.

## Kritik i Italien
Den italienske regering mødte stærk kritik for at have underskrevet traktaten. Italienske nationalister afviste idéen om at opgive områderne på Istrien-halvøen som længe havde haft en stor italiensk befolkning og været en del af Italien i 25 år, i tiden mellem 1. verdenskrig og slutningen af 2. verdenskrig. Endvidere blev det hævdet at traktaten ikke gav nogen beskyttelse af de italienske minoriteter på jugoslavisk side, som den heller ikke gjorde for den slovenske minoritet i den italienske zone. Spørgsmålet om minoriteternes situation blev udsat til senere behandling.

## Slovensk og kroatisk uafhængighed
Den tidligere zone B er i dag delt mellem Slovenien og Kroatien. Slovenien erklærede sig uafhængige af Jugoslavien i 1991 og blev international anerkendt året efter. Slovenien erklærede at landet opfattede sig som bundet af Osimotraktaten og anerkendte denne. Dette var også en forudsætning for, at Slovenien kunne blive medlem af EU.
Kroatien har ikke udstedt en tilsvarende erklæring som Slovenien, men dette bliver ikke opfattet som problematisk fra italiensk side. De kroatiske myndigheder har heller ikke opfattet Osimotraktaten som problematisk.